# Noriko Furuya
Pour les articles homonymes, voir Furuya.
Noriko Furuya (古屋 範子, Furuya Noriko), née le 14 mai 1956 à Saitama, est une femme politique japonaise, représentant le Kōmeitō à la Chambre des représentants du Japon. Elle rejoint le gouvernement Abe III en 2016, au poste de vice-ministre de la Santé, du Travail et des Affaires sociales.

## Jeunesse et carrière pré-électorale
Furuya naît le 14 mai 1956 à Saitama, dans la préfecture éponyme. Elle obtient son diplôme de lettres de l'université Waseda en 1979. Elle rejoint immédiatement après ses études le journal Seikyō shinbun, en tant que journaliste.

## Carrière électorale

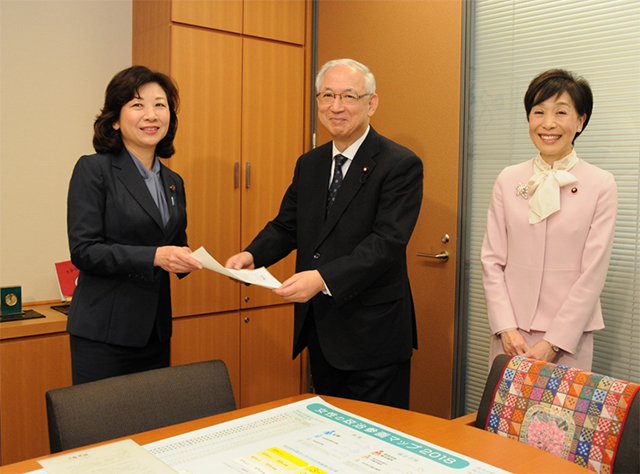
Noriko Furaya, Seiko Noda et Yoshihisa Inoue en 2017.

Furuya se présente pour la première fois à une élection nationale en 2003, lors des élections législatives japonaises de 2003. Elle se présente sous l'investiture du Kōmeitō, et est élue à l'issue de ce scrutin. Elle fait ainsi son entrée à la Diète du Japon.
Réélue en 2005 à la suite des élections législatives de la même année, elle fait ensuite son entrée dans le gouvernement Koizumi III au poste de secrétaire parlementaire chargée des Affaires intérieures et des Communications. Elle conserve son poste en 2009, et devient en 2010 la présidente du comité des femmes du Kōmeitō.
Elle est réélue en 2012 et en 2014, conservant son poste. En 2016, Furuya est nommée dans le gouvernement Abe III au poste de vice-ministre de la Santé, du Travail et des Affaires sociales, poste qu'elle conserve jusqu'en 2017,. Elle est également réélue en 2017, à l'issue des élections législatives japonaises de la même année, et obtient le poste de présidente de la commission des affaires générales de la Chambre des représentants. Réélue en 2021, elle prend cette fois la tête de la commission de l'économie, du commerce et de l'industrie.
En 2022, Furuya est nommée vice-présidente du Kōmeitō. Elle annonce en 2024 ne pas chercher à briguer un nouveau mandat, laissant la place à la nouvelle génération, tout en gardant un rôle dans l'organigramme du parti.

## Prises de positions
Furuya fait la promotion et soutient les Abenomics, politique économique japonaise promue par le premier ministre Shinzō Abe. Elle estime également que l'énergie nucléaire est nécessaire à la contribution énergétique japonaise. Elle souhaite également une révision de la constitution antimilitariste du Japon.
Elle se déclare également opposée à la visite par les membres du gouvernement du sanctuaire Yasukuni, sanctuaire shinto, considéré par certains comme l'un des symboles nationalistes du Japon, mais également de son passé colonialiste. Sur des questions sociétales, elle se déclare favorable à la mise en place d'un système de quotas en politique afin de favoriser l'accession des femmes à des postes plus importants. Elle est également favorable aux tentatives de changer la loi japonaise qui impose aux conjoints de porter le même nom. Takagi se déclare également favorable à une réglementation plus stricte des discours de haine dans la société japonaise. Elle estime également qu'il ne faut pas revenir sur la déclaration Murayama, exprimant des excuses officielles du Japon pour les souffrances qu'il a infligées lors du XXe siècle.

## Vie privée
Alors qu'elle est lycéenne, elle participe à beaucoup d'activités extra-scolaires, et s'inscrit notamment aux clubs d'athlétisme et de mandoline de son établissement scolaire.
Furuya annonce être passionnée depuis son plus jeune âge par l'archéologie.